# 1945년 국가 지도자 목록
이 문서는 1945년의 국가 지도자 목록을 정리한 문서이다.

## 아시아
- 몽골
  - 대통령 ― 곤치긴 붐첸드 (1940 ~ 1953)

- 브루나이
  - 술탄 ― 아흐마드 타주딘 (1924 ~ 1950)

- 아프가니스탄 왕국
  - 국왕 ― 무함마드 자히르 샤 (1933 ~ 1973)

- 오만
  - 술탄 ― 사이드 빈 타이무르

- 인도네시아
  - 대통령 ― 수카르노 (1945 ~ 1967)

- 일본 제국
  - 천황 ― 쇼와 천황 (1926 ~ 1989)
  - 내각총리대신 ―
    - 고이소 구니아키 (1944 ~ 1945)
    - 스즈키 간타로 (1945)
    - 히가시쿠니노미야 나루히코 (1945)
    - 시데하라 기주로 (1945 ~ 1946)

- 만주국
  - 총통 ― 선통제 (푸이) (1934 ~ 1945)

- 중화민국
  - 총통 ― 장제스 (1943 ~ 1975)

## 오세아니아
- 오스트레일리아
  - 국왕 ― 조지 6세 (1936 ~ 1952)
  - 총독 ―
    - 알렉산더 호어루스벤 (1941 ~ 1945)
    - 글로스터 공작 헨리 (1945 ~ 1947)

  - 총리 ―
    - 존 커틴 (1941 ~ 1945)
    - 프랭크 포드 (1945 ~ 1945)
    - 벤 치플리 (1945 ~ 1949)

- 통가
  - 국왕 ― 살로테 투포우 3세 (1918 ~ 1965)
  - 총리 ― 솔로몬 울라 아타 (1941 ~ 1949)

## 북아메리카
- 멕시코
  - 대통령 ― 마누엘 아빌라 카마초 (1940 ~ 1946)

- 미국
  - 대통령 ―
    - 프랭클린 D. 루스벨트(1933 ~ 1945)
    - 해리 S. 트루먼 (1945 ~ 1953)

  - 부통령 ― 해리 S. 트루먼 (1945 ~ 1945)

- 캐나다
  - 총리 ― 윌리엄 라이언 매켄지 킹 (1935 ~ 1948)

- 코스타리카
  - 대통령 ― 테오도로 피카도 (1944 ~ 1948)

## 남아메리카
- 베네수엘라
  - 대통령 - 로물로 베탕쿠르 (1945 ~ 1948)

- 브라질
  - 대통령 ―  조제 리냐레스  (1945)

- 아르헨티나
  - 대통령 ― 에델미로 훌리안 파렐 (1944 ~ 1946)

- 우루과이
  - 대통령 ― 후안 호세 데 아메자가 (1943 ~ 1947)

- 파라과이
  - 대통령 ― 히기노우 모리니고 (1940 ~ 1948)

- 페루
  - 대통령 ―
    - 마누엘 폰다 우가레체 (1939 ~ 1945)
    - 호세 부스타만테 Y. 리베로 (1945 ~ 1948)

## 유럽
- 그리스 왕국
  - 국왕 ― 요르요스 2세 (1935 ~ 1947)
  - 총리 ―
    - 요르요스 파판드레우 (1944 ~ 1945)
    - 니콜라스 플라스티라스 (1945)
    - 페트로스 불가리스 (1945)
    - 아크비숍 다마스키노스 (1945)
    - 파나요티스 카넬로풀로스 (1945)
    - 테미스토클리스 소풀리스 (1945 ~ 1946)

- 노르웨이
  - 국왕 ― 호콘 7세 (1905 ~ 1957)
  - 총리 ―
    - 요한 뉘고르스볼 (1935 ~ 1945)
    - 에이나르 게르하르센 (1945 ~ 1951)

- 네덜란드
  - 여왕 ― 빌헬미나 (1890 ~ 1948)
  - 총리 ―
    - 피터르 슈르츠 헤르브란디 (1940 ~ 1945)
    - 빌럼 스헤르메르호른 (1945 ~ 1946)

- 나치 독일
  - 총통 ―
    - 아돌프 히틀러 (1934 ~ 1945)
    - 카를 되니츠 (1945)

  - 총리 ―
    - 아돌프 히틀러 (1933 ~ 1945)
    - 요제프 괴벨스 (1945)
    - 요한 루트비히 그라프 슈베린 폰 크로지크 (1945)

- 덴마크
  - 국왕 ― 크리스티안 10세 (1912 ~ 1947)
  - 총리 ―
    - 빌헬름 불 (1945)
    - 크누드 크리스텐센 (1945 ~ 1947)

- 루마니아 왕국
  - 국왕 ― 미하이 1세 (1940 ~ 1947)

- 룩셈부르크
  - 국왕 ― 샤를로트 (1919 ~ 1964)
  - 총리 ― 피레 두퐁 (1937 ~ 1953)

- 벨기에
  - 국왕 ― 레오폴 3세 (1934 ~ 1951)
  - 총리 ―
    - 위베르 피에로 (1939 ~ 1945)
    - 아실 판 아커르 (1945 ~ 1946)

- 소련
  - 대통령 ― 미하일 칼리닌 (1938 ~ 1946)
  - 주석 ― 이오시프 스탈린 (1941 ~ 1953)
  - 소련의 총리 ― 알렉세이 코시긴 (1943 ~ 1946)

- 안도라
  - 공동 영주 ―
    -  스페인 라몬 이글레시아스 이 나바리 (1943 ~ 1969)
    -  프랑스 샤를 드 골 (1944 ~ 1946)

- 영국
  - 국왕 ― 조지 6세 (1936 ~ 1952)
  - 총리 ―
    - 윈스턴 처칠 (1940 ~ 1945)
    - 클레멘트 애틀리 (1945 ~ 1951)

- 튀르키예
  - 대통령 ― 이스메트 이뇌뉘 (1938 ~ 1950)
  - 총리 ― 슈크뤼 사라졸루 (1943 ~ 1946)

- 오스트리아
  - 대통령 ― 카를 레너 (1945 ~ 1950)

- 헝가리
  - 대통령 ― 살러시 페렌츠 (1944 ~ 1945)
  - 총리 ―
    - 미클로시 벨러 (1944 ~ 1945)
    - 틸디 졸탄 (1945 ~ 1946)

- 이탈리아 왕국
  - 국왕 ― 움베르토 2세 (1946)

- 핀란드
  - 총리 ―

## 아프리카
- [[파일:{{{국기그림-1910}}}|22x20px|border |남아프리카 공화국|링크=남아프리카 공화국]] 남아프리카 연방
  - 국왕 ― 조지 6세 (1936 ~ 1952)
  - 총독 ― 니콜라스 자코버스 데 웻 (1943 ~ 1946)
  - 총리 ― 얀 스뮈츠 (1939 ~ 1948)
- 라이베리아
  - 대통령 ― 윌리엄 터먼 (1944 ~ 1971)

- 에티오피아 제국
  - 군주 ― 하일레 셀라시에 1세 (1941 ~ 1974)